# La Laja (Guanajuato)
La Laja es una localidad del estado mexicano de Guanajuato. Es parte del municipio de Celaya.

## Demografía
| Gráfica de evolución demográfica |
|                                  |

| Censo | Población |
| ----- | --------- |
| 1900  | 112       |
| 1910  | 122       |
| 1921  | 148       |
| 1930  | 253       |
| 1940  | 322       |
| 1950  | 428       |
| 1960  | 732       |
| 1970  | 1 146     |
| 1980  | 1 168     |
| 1990  | 2 168     |
| 2000  | 1 992     |
| 2010  | 2 075     |
| 2020  | 2 342     |